# パーリアク (衛星)
パーリアクまたはパーリアック (Saturn XX Paaliaq) は、土星の第20衛星である。イヌイット群に属する。2000年8月7日にブレット・J・グラドマンが率いる観測チームによって発見された。観測が行われたのはチリにあるヨーロッパ南天天文台のラ・シヤ天文台である。発見は同年10月25日に国際天文学連合のサーキュラーで公表され、S/2000 S 2 という仮符号が与えられた。
名称は、Michael Arvaarluk Kusugak と Vladyana Langer Krykorka が著した『The Curse of the Shaman』に登場するイヌイットのシャーマンの名前に因んでいる。2003年8月8日にこの名称が承認され、Saturn XX という確定番号が与えられた。
パーリアクは直径がおよそ 22 km と推定されており、土星からおよそ1520万kmの距離を687日で公転している。表面はわずかに赤い色を示し、赤外線のスペクトルは他のイヌイット群の衛星シャルナクとキビウクに非常に類似している。そのため、これらイヌイット群の衛星は共通の起源を持ち、大きな天体が破壊されることで形成された可能性がある。